# Louis Glineur
Louis Edouard Albert Glineur (Dour, 10 december 1849) was een Belgisch boogschutter.

## Levensloop
Glineur nam deel aan de Olympische Spelen van 1900 te Parijs. Aldaar eindigde hij in het onderdeel 'Sur la Perche à la Pyramide' als derde in het klassement.
Te Saint-Ghislain is er een straat die zijn naam draagt, met name de 'Rue Louis Glineur'.